# بالیتسه (استان اشوی‌داشکسیه)
بالیتسه (به لهستانی: Balice) یک منطقهٔ مسکونی در لهستان است که در گمینا گنوینو واقع شده‌است. بالیتسه ۴۰۰ نفر جمعیت دارد.